# Partido judicial de Tortosa
El Partido judicial de Tortosa  es uno de los 49 partidos judiciales en los que se divide la Comunidad Autónoma de Cataluña, siendo el partido judicial n.º 7 de la provincia de Tarragona.
El ámbito territorial, comprende los municipios de:
Aldover, Alfara, Benifallet, Camarles, Deltebre, Perelló, La Aldea, La Ametlla de Mar, La Ampolla, Pauls, Roquetas, Tivenys, Tortosa y Cherta.